# Phinda Dlamini
Phinda Dlamini (ur. 8 listopada 1984 w Manzini) – suazyjski piłkarz grający na pozycji napastnika. Od 2014 jest zawodnikiem klubu Green Mamba FC.

## Kariera klubowa
Swoją karierę piłkarską Lukhele rozpoczął w klubie Green Mamba FC. W sezonie 2007/2008 zadebiutował w jego barwach w pierwszej lidze suazyjskiej. W sezonie 2009/2010 grał w południowoafrykańskim University of Pretoria FC, a w sezonie 2010/2011 w innym klubie z tego kraju, Jomo Cosmos FC. W 2011 roku wrócił do ojczyzny i przez pół roku grał w Manzini Sundowns FC. Rok 2012 ponownie spędził z Jomo Cosmos, a od początku 2013 do lata 2014 występował w Manzini Sundowns. W 2014 wrócił do Green Mamba. W sezonach 2018/2019 i 2022/2023 wywalczył z nim dwa tytuły mistrza kraju, a w 2020 zdobył też Puchar Eswatini.

## Kariera reprezentacyjna
W reprezentacji Eswatini Dlamini zadebiutował 23 maja 2008 w zremisowanym 1:1 towarzyskim meczu z Lesotho. Od 2008 do 2019 wystąpił w kadrze narodowej 27 razy i strzelił 3 gole.